# Urussanga
Urussanga es un municipio brasileño del estado de Santa Catarina. Tiene una población estimada al 2021 de 21 419 habitantes. Fundado en 1878, forma parte de la  Región metropolitana Carbonífera.
Fue fundado por el ingeniero marañense Joaquim Vieira Ferreira el 26 de mayo de 1878, y emancipado como municipio el 6 de octubre de 1900. Urussanga es el núcleo principal de la colonización italiana en el sur de Santa Catarina.
Urussanga se destaca en la región por su gastronomía y producción vitivinícola, celebrando la Fiesta del Vino en agosto. Durante principios del siglo XX, el municipio vivió la explosión económica de la extracción de carbón.

## Etimología
Urussanga proviene del tupí antiguo y significa agua muy fría.

## Historia
Por el año 1000, la localidad fue invadida por pueblos tupís-guaranís provenientes del Amazonas, quienes expulsaron a los antiguos habitantes de la región, estos eran hablantes de las lenguas macro-ye cuyos descendientes actuales son los Cáingang y los Xokleng. En el siglo XVI, la localidad habitada por los tupís-guaranís Carios fue colonizada por los Portugueses. Ya a mediados del siglo XVIII, los Carios estaban prácticamente extintos.
El 26 de mayo de 1878 se establecieron los primeros colonos italianos provenientes de Longarone, quienes enfrentaron la resistencia indígena durante su colonización. Esta fecha es considerada como la fundación de Urussanga.
Urussanga fue elevada a municipio el 6 de octubre de 1900.